# Conseil scientifique de l'environnement du Nord - Pas-de-Calais

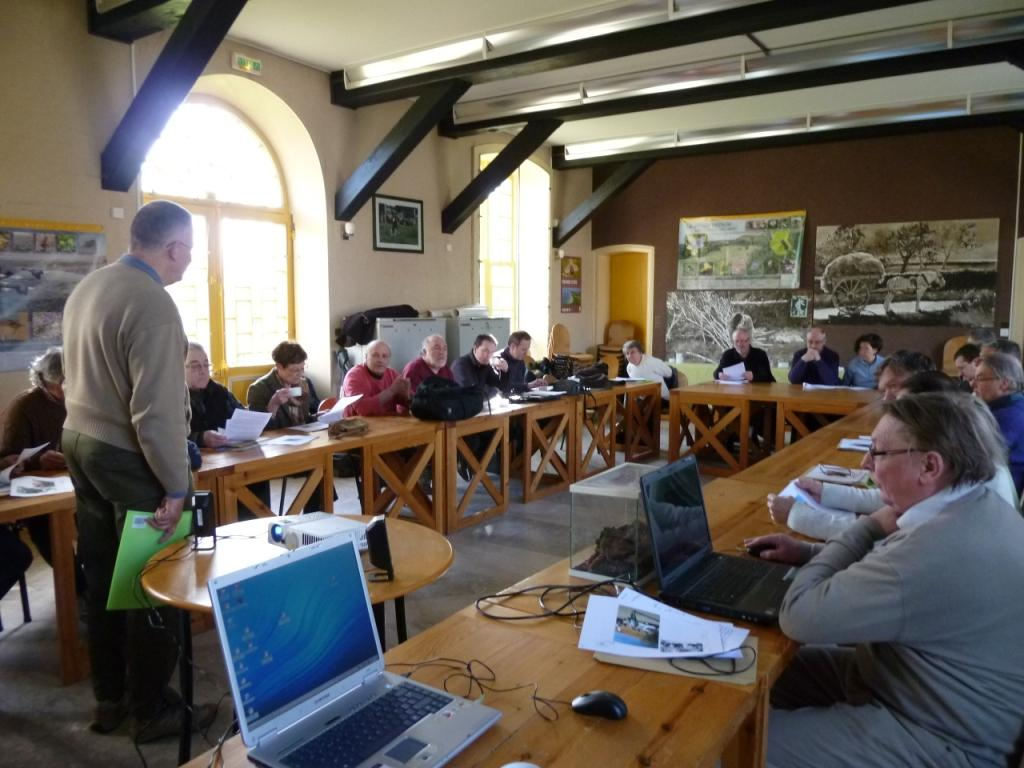
Groupe de travail en PNR Caps et Marais d'Opale, 2011

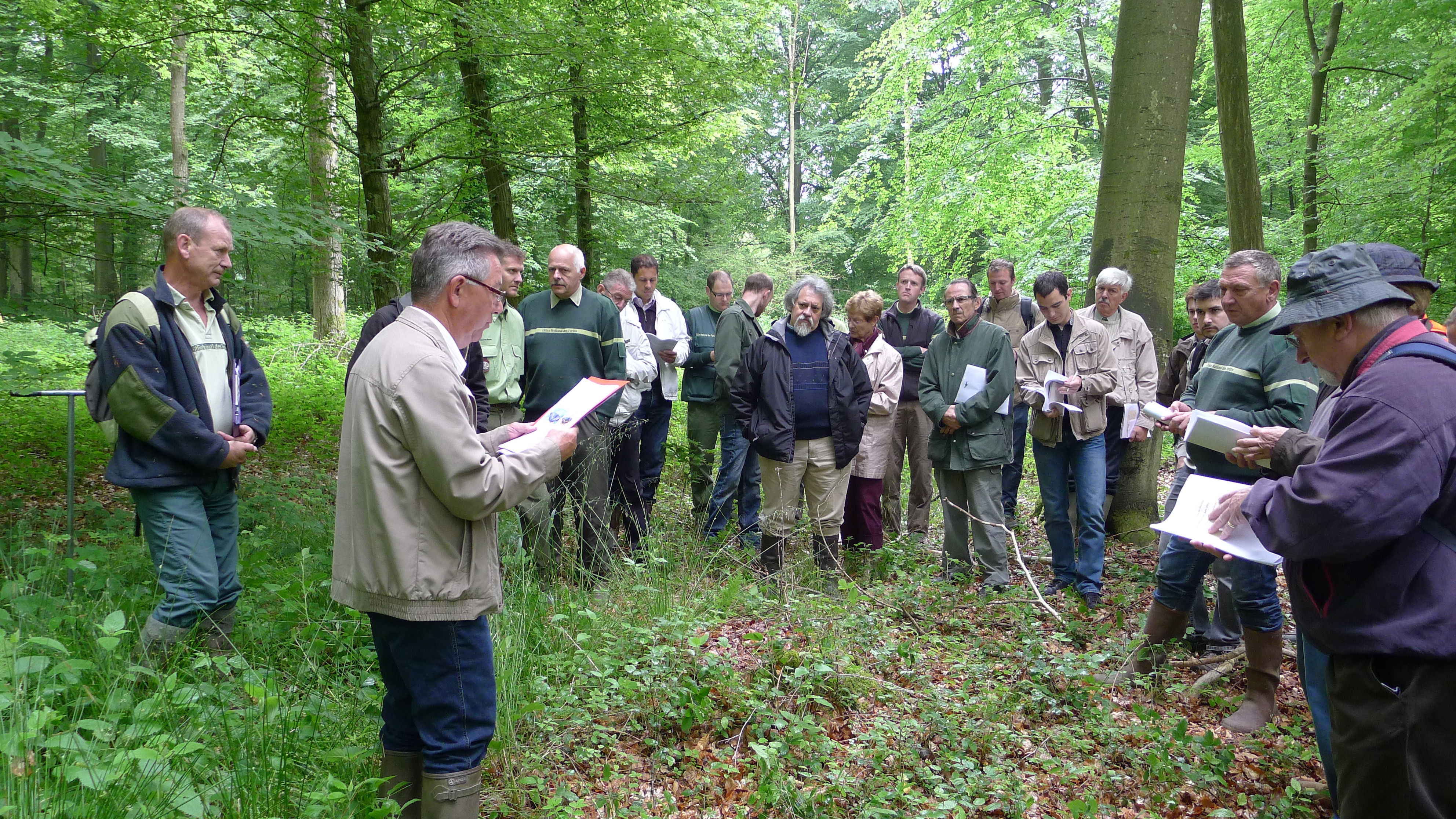
Sortie de terrain en forêt domaniale de Mormal, 2012

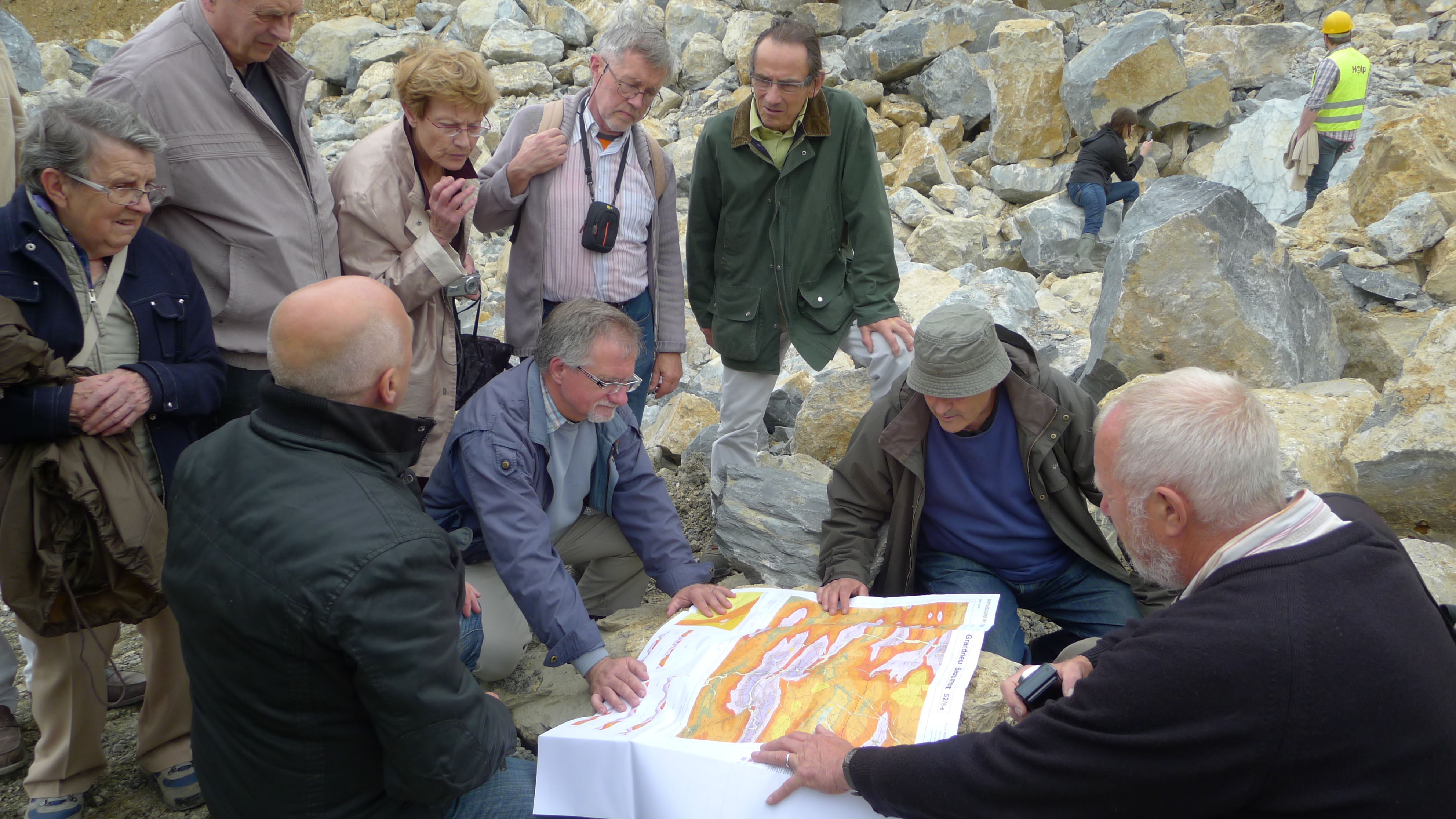
Journée géologie en Hainaut belge, 2012

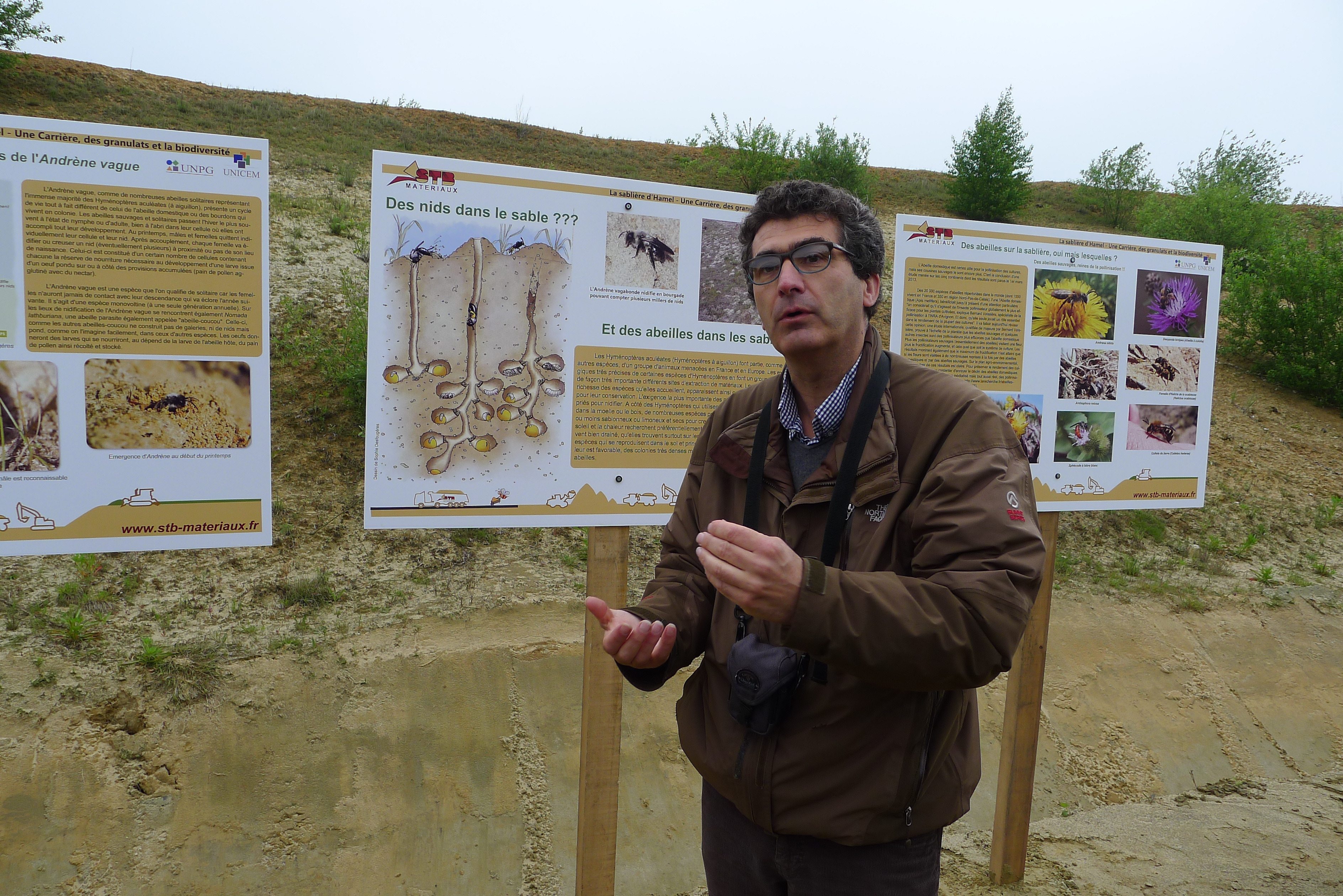
Protection des abeilles sauvages, carrière de Hamel, 2012

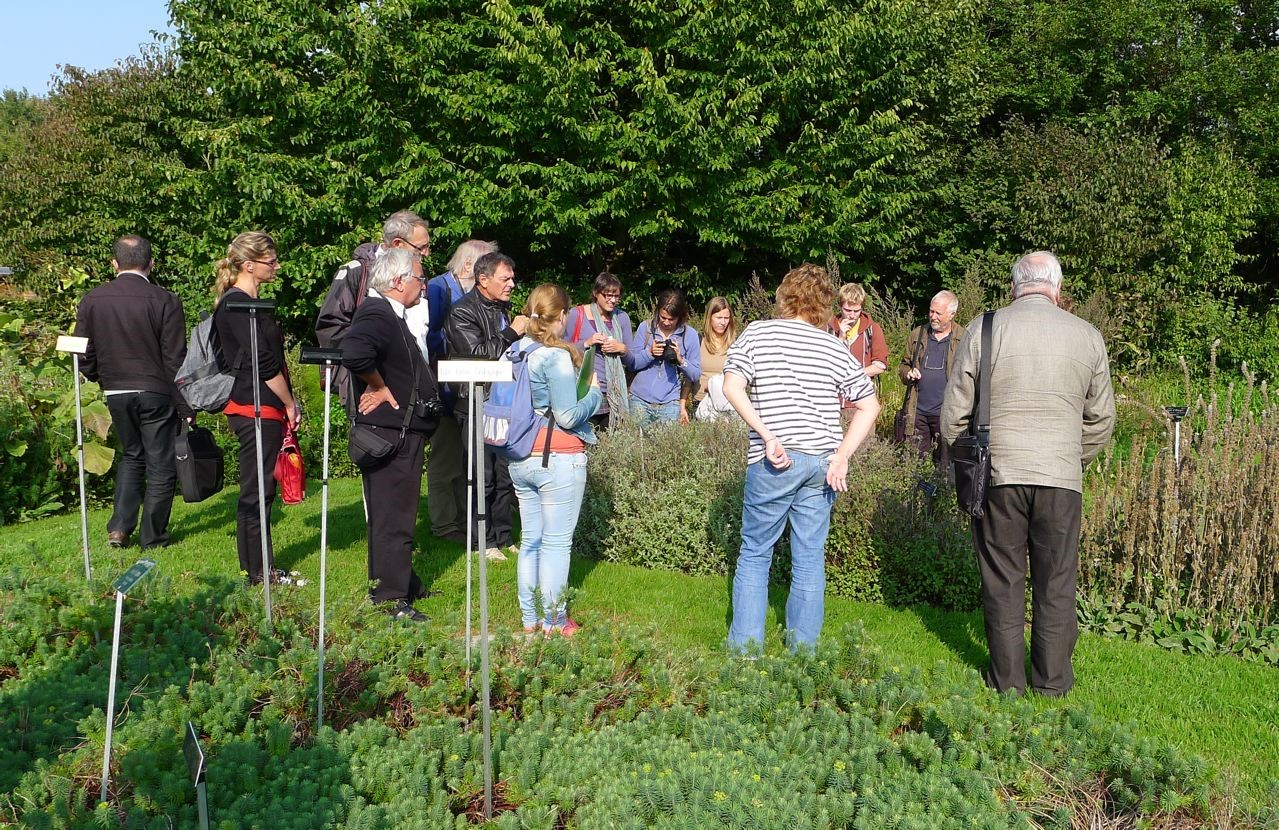
Journée d'ethnobotanique, CBNBl, 2014

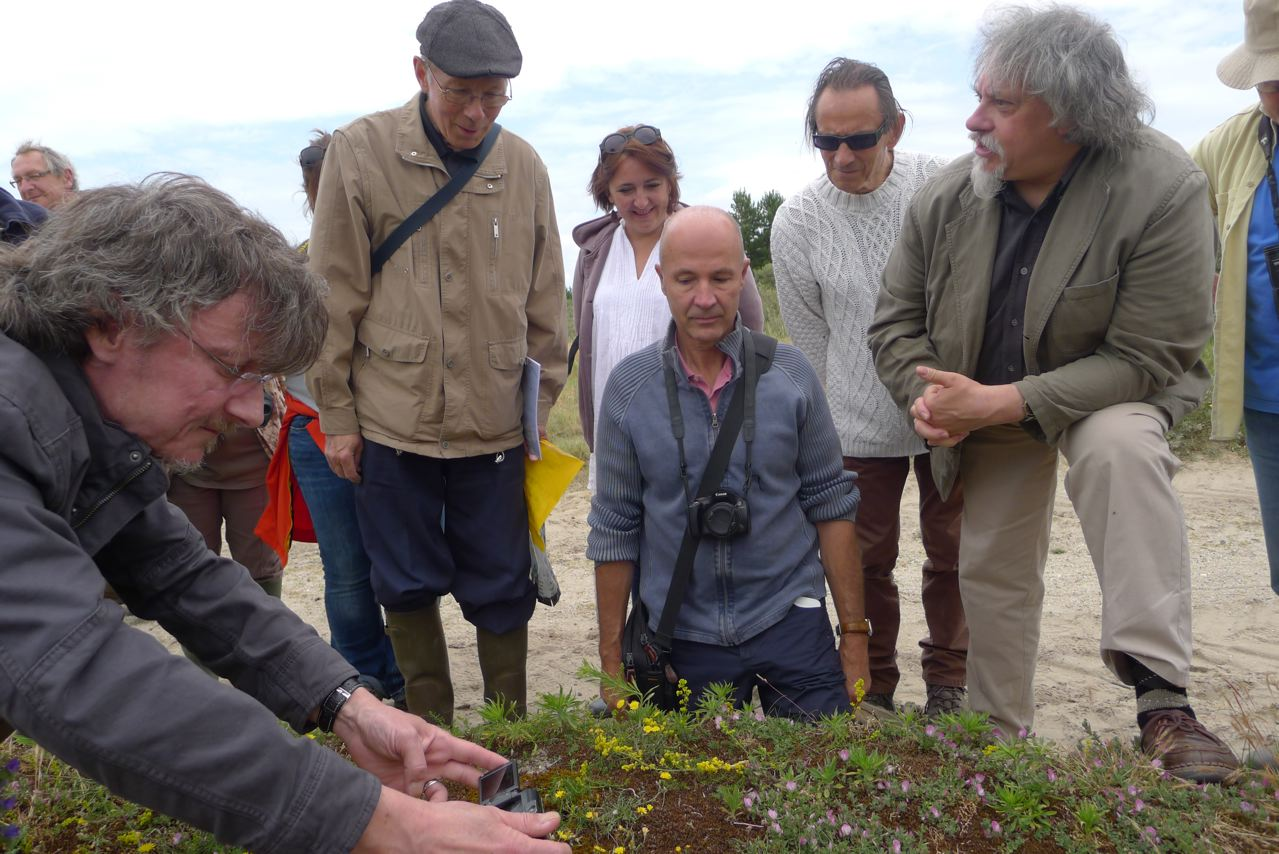
Observation des écosystèmes en baie de Somme, 2014

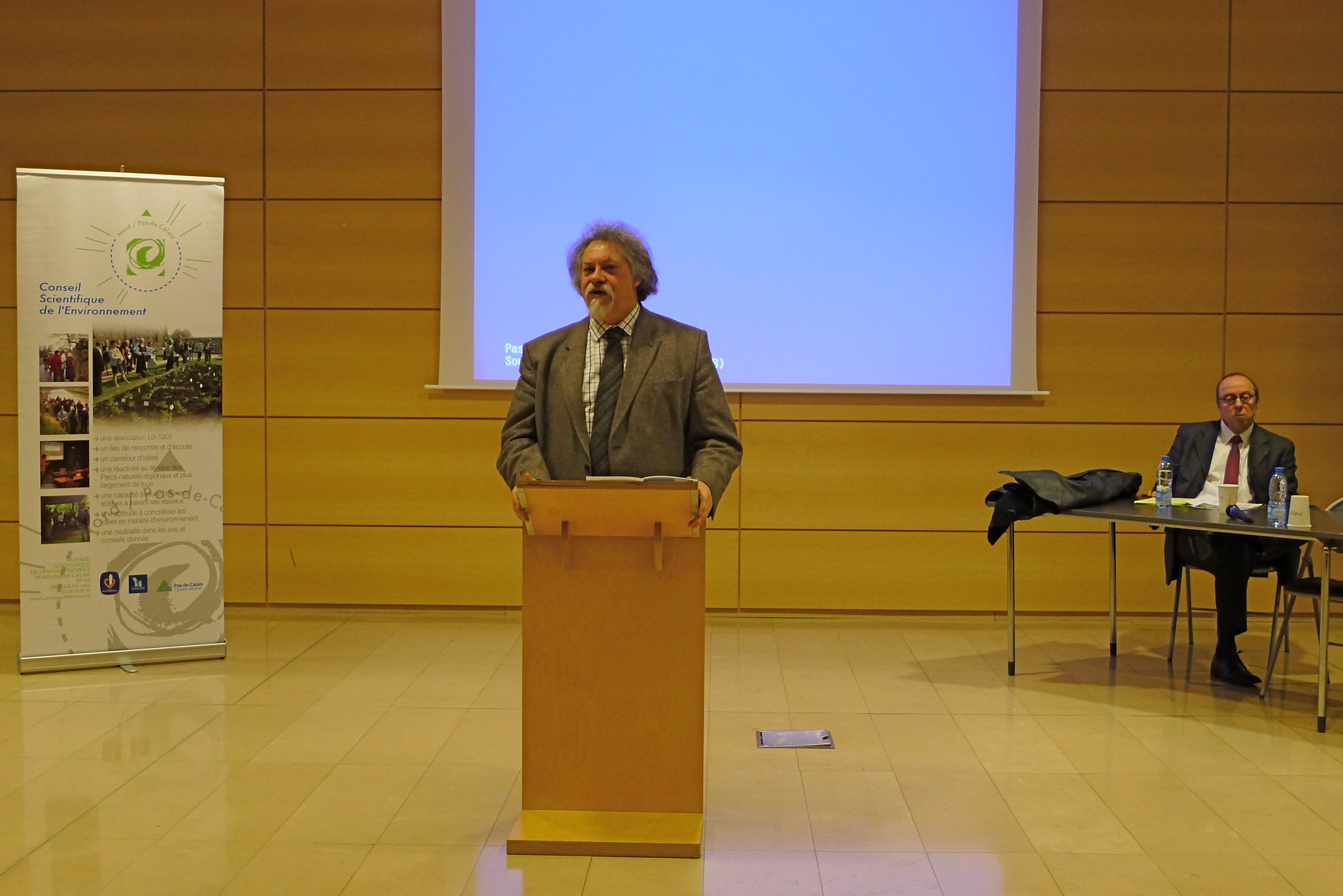
Ouverture du colloque Droit de l'environnement, Lille, 2015

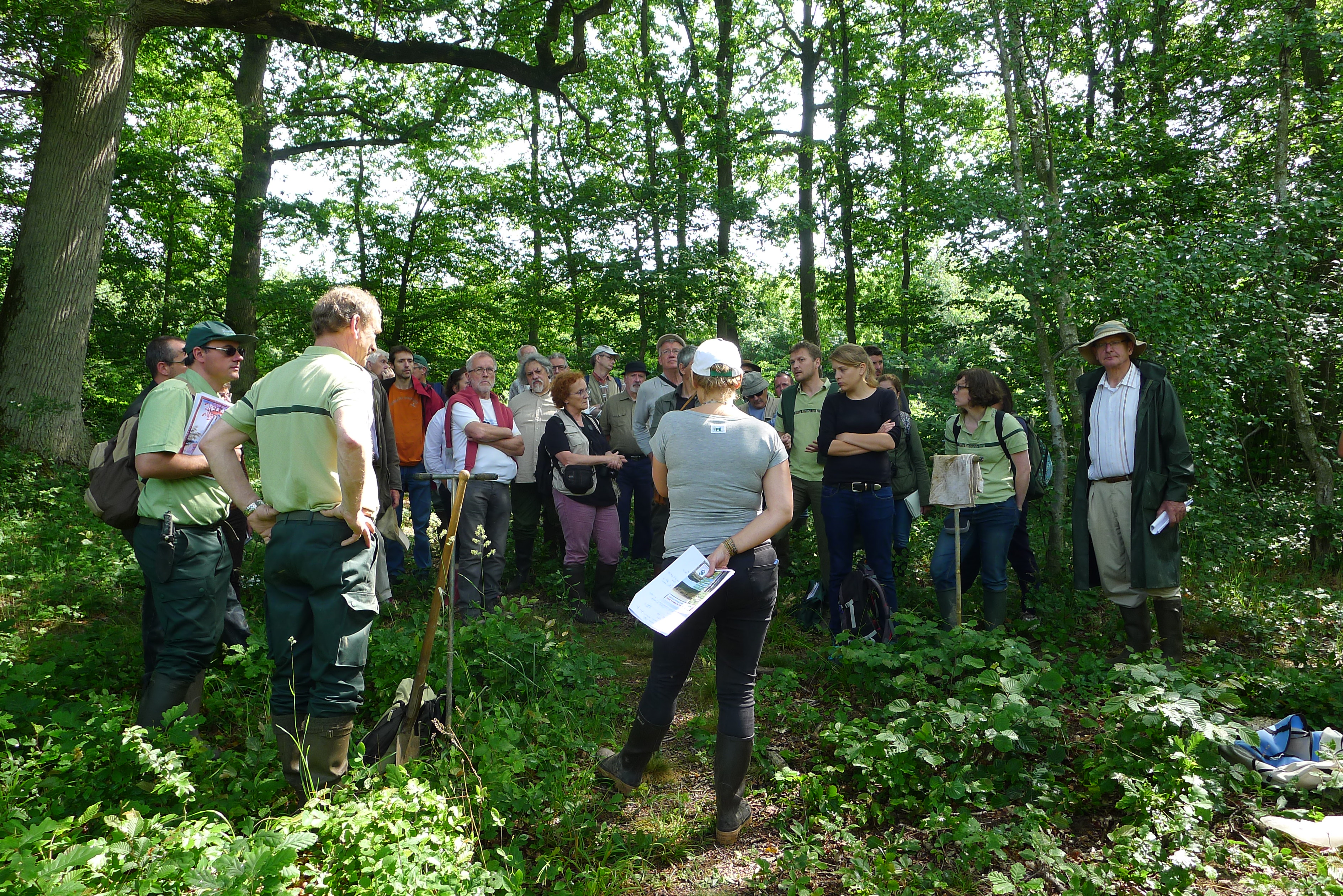
Sortie de terrain en forêt domaniale de Rihoult-Clairmarais, ONF-CSENPC 2015

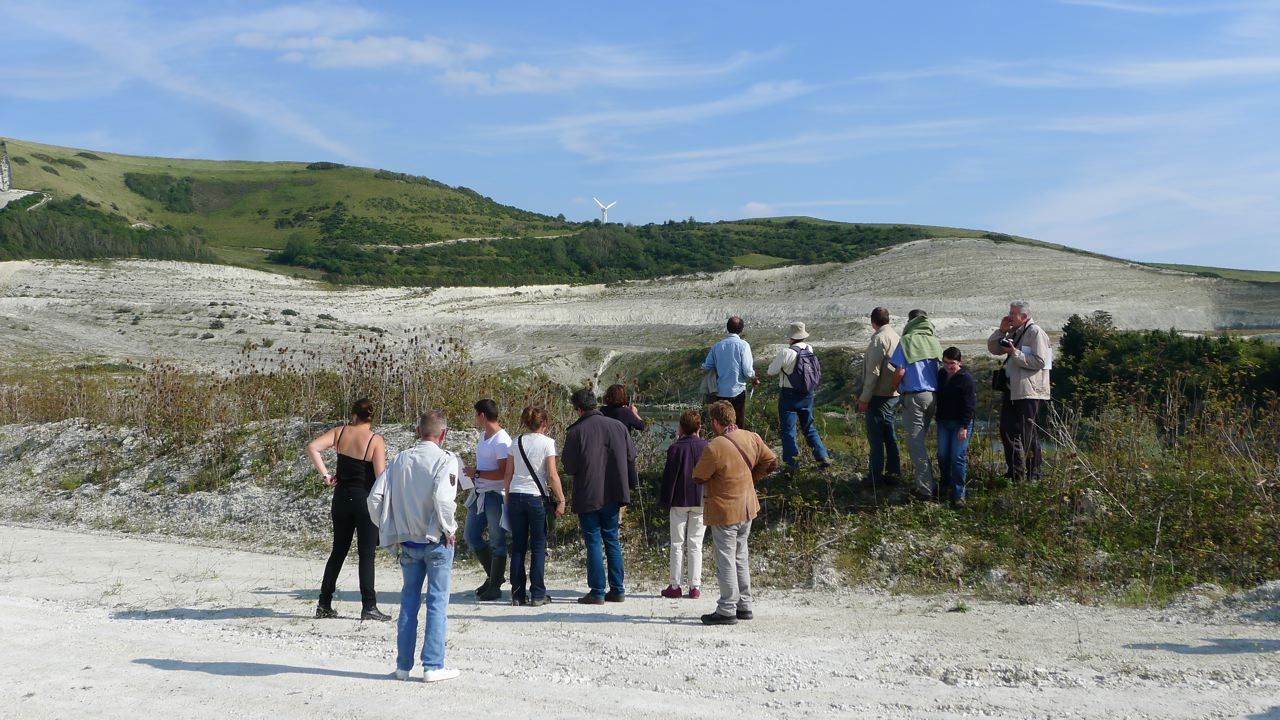
Gestion des fins de carrières, carrière de Dannes, 2015

Le Conseil scientifique de l’environnement Nord - Pas-de-Calais (CSENPC) est une association loi de 1901 de la région Nord-Pas-de-Calais ayant pour objet d'apporter avis et conseils dans le domaine de l'environnement régional et de promouvoir la recherche scientifique sur les thématiques environnementales au sens large.

## Création
Le Conseil scientifique de l’environnement Nord - Pas-de-Calais a été créé en 1993 à la suite de la mise en place par l’État du Conseil scientifique régional du patrimoine naturel (CSRPN) et en remplacement du précédent Conseil scientifique régional (CSRE) né en 1983 sous l’impulsion d’Huguette Bouchardeau alors secrétaire d'État à l'Environnement et au Cadre de vie.

## Fonctionnement
Le CSENPC est une association loi de 1901 qui fonctionne avec un bureau permanent composé d'un président, d'un vice-président, d'un secrétaire, d'un secrétaire-adjoint, d'un trésorier et d'un trésorier-adjoint agissant au sein d'un conseil d’administration renouvelable par tiers et composé de dix-huit membres élus pour trois ans. L'association se compose d'une cinquantaine d'universitaires constituant le Groupe plénier scientifique (GPS) et d'une dizaine d'experts non-universitaires constituant le Groupe plénier élargi (GPE).
Les universités régionales y sont représentées comme l'ensemble des disciplines en lien avec le domaine environnemental.
Le conseil dispose d'une chargée de mission à plein temps hébergée au sein d'Espaces naturels régionaux (ENRx) et d'un site Internet (en construction).
Il existe deux autres conseils similaires en France : le Conseil scientifique de l'environnement de Bretagne (CSEB) créé en 1993 à l'initiative du président du Conseil régional et le Conseil scientifique de l'environnement du Morbihan (CSEM).

## Missions
Le CSENPC a pour missions :
- de contribuer à la formation et à l'information des acteurs régionaux sur les questions d'environnement et de patrimoine en initiant des réflexions novatrices ;
- de promouvoir les échanges entre les différentes instances de décision et/ou d'action concernées par l'environnement en région Nord - Pas-de-Calais ;
- d'assister bénévolement par des avis et des expertises relevant du domaine de l'environnement au sens large toutes les personnes et structures dans les départements du Nord et du Pas-de-Calais qui en font la demande.

En adéquation avec les principes du CORP (Conseil d’orientation, recherche et prospective de la Fédération des parcs naturels régionaux), le conseil a également pour mission d'être conseil scientifique des trois parcs naturels régionaux (Parc naturel régional de l'Avesnois, Parc naturel régional des caps et marais d'Opale, Parc naturel régional Scarpe-Escaut), du Centre régional de ressources génétiques (CRRG) et d'Espaces naturels régionaux (ENRx).

## Activités
Le CSENPC organise onze journées thématiques par an sous forme de séminaires ou de colloques qui sont tout à la fois des temps de formation, d'échanges et de réflexion entre les membres du conseil, ses partenaires réguliers et quelques spécialistes invités extérieurs à la région (e.g. Santé, biodiversité et perturbateurs endocriniens, Friches industrielles : du reverdissement à la renaturation, Biodiversité et variabilité génétique, L'arbre fruitier dans le paysage, Zones humides et élevage, Les creuses dans la trame verte et bleue, Droit de l'environnement, Les carrières en fin de carrière, etc.).
Le CSENPC initie par ailleurs plusieurs groupes de travail (e.g. Mise en valeur du patrimoine animalier régional, Porter à connaissance des problématiques environnementales à destination des élus, Valorisation des zones humides, État des formations naturalistes en région, etc.) et ses membres participent à de nombreux comités de gestion et/ou de pilotage (Commission cynégétique, Alimentation durable en Scarpe-Escaut, Conseil départemental des espaces, sites et itinéraires, etc.) comme à d'autres conseils scientifiques comme le CSRPN, le conseil scientifique du Conservatoire d'espaces naturels du Nord et du Pas-de-Calais ou le Conseil scientifique consultatif de la Réserve biologique dirigée de Merlimont (ONF).
En raison de la loi NOTRe et de la modification territoriale, le CSENPC s'ouvre aux départements de l'ancienne Région Picardie et se voit devenir conseil scientifique du Parc naturel régional Oise-Pays de France. Il tisse un partenariat avec le conseil scientifique de préfiguration du projet de Parc naturel régional de la Baie de Somme Picardie Maritime et participe aux échanges avec la Fédération des parcs naturels régionaux.
Enfin, le CSENPC peut être sollicité par les services de l'État, les collectivités territoriales, les Parcs naturels régionaux, les organismes parapublics (ONF, Agence de l'eau), les entreprises ou les associations pour expertiser des questions environnementales. Le dossier est alors transmis aux membres compétents pour avis.

## Partenaires
Le CSENPC entretient un partenariat privilégié avec
- l'Agence de l'eau Artois-Picardie,
- la Chambre régionale d'Agriculture,
- le Conservatoire de l'espace littoral et des rivages lacustres,
- les Conservatoire d'espaces naturels du Nord - Pas-de-Calais et de Picardie,
- le Conservatoire national botanique de Bailleul,
- la Direction régionale de l'environnement, de l’aménagement et du logement du Nord - Pas-de-Calais,
- l'Office national des forêts,
- les trois Parcs naturels régionaux, Espaces naturels régionaux et le Centre régional des ressources génétiques.

Le CSENPC collabore occasionnellement avec
- le Musée d'histoire naturelle de Lille[10],
- la Société de Botanique du Nord de la France[11],
- la Société d'entomologie du Nord de la France [12],
- la Maison régionale de l'Environnement et des Solidarités (MRES)[13],
- la faculté polytechnique de l'Université de Mons,
- l'ASBL La Malogne,
- le Centre hospitalier de Roubaix
- la Société géologique du Nord[14].

Le soutien financier est assuré par la Région Nord-Pas-de-Calais et les deux départements du Nord et du Pas-de-Calais.